# Dos crímenes (película)
Dos crímenes es un drama cinematográfico dirigido por Roberto Sneider y protagonizado por Damián Alcázar. Se trata de una adaptación de la novela homónima de Jorge Ibargüengoitia. Se produjo en 1993 y se estrenó el 8 de noviembre de 1994.[cita requerida]

## Producción
El director de la película, Roberto Sneider, había sido contratado por un productor inglés para realizar la adaptación de la novela Dos crímenes, de Jorge Ibargüengoitia, para llevarla a la pantalla grande; sin embargo, al no concluirse el proyecto, Sneider buscó financiamiento en México. Tras el breve contratiempo, la película comenzó a rodarse en 1993.

## Argumento o sinopsis
Tras ser acusado falsamente de asesinato, Marcos González, un joven bohemio e impulsivo, decide refugiarse con sus parientes en el pequeño y tranquilo pueblo de Muérdago. En Muérdago vive su tío político, Ramón, a quien no ha visto en diez años. Ramón es el hombre más rico de la región, pero padece problemas de salud y le queda poco tiempo de vida. Los parientes, que ambicionan la herencia del tío Ramón, ven en Marcos una amenaza, sobre todo porque el tío parece muy complacido por la visita. Para complicar la situación, Marcos tiene sendos romances tanto con Amalia, su prima política, como con Lucero, la hija de esta. Sin embargo, la esposa de Marcos hace presencia en la trama, para mayor complacencia de su tío. Estas múltiples situaciones y pasiones desencadenarán los dos crímenes.

## Reparto
- Damián Alcázar - Marcos González
- José Carlos Ruiz - Ramón Tarragona
- David Clennon - James "Jim" Henry
- Leticia Huijara - Carmen "La chamuca" Medina
- Margarita Isabel - Amalia Tarragona
- Dolores Heredia - Lucero Henry Tarragona

## Recepción
La película fue un éxito, en términos de recepción mediática, pues fue reseñada por diversos medios impresos. Muchos de los periódicos celebraron, con sus notas, los premios nacionales e internacionales a los que fue nominada. El Heraldo de México señaló, el 25 de junio de 1995, que "Aún sin estrenar, el film Dos crímenes ya se vendió en Asia, América y Europa"; además de que destacó el debut de Sneider como director, así como las 17 nominaciones al Premio Ariel que obtuvo la película.
Otros medios, como El Universal y el Reforma, destacaron los premios que recibió la película en Bogotá.

## Banda sonora
La banda sonora de la película corresponde al compositor sonorense Arturo Márquez. La música de fondo, sin título definido, fue nominada al Ariel en 1995.

## Premios

### Festival de Cine de los Tres Continentes en Nantes
- Gran Premio por la Mejor Película, 1994

### Festival Internacional de Cine de Cartagena
- India Catalina a Damián Alcázar por Mejor Actor, 1995.
- India Catalina a Margarita Isabel por Mejor Actriz de Reparto, 1995

### Ariel
- Ariel a Roberto Sneider por Mejor Ópera Prima, 1995
- Ariel y Diosa de Plata a José Carlos Ruiz por Mejor Coactuación Masculina, 1995

### Festival de Cine de Bogotá
- Círculo Precolombino de Plata por Mejor Película, 1996

### Festival de Cine de San Diego
- Primer Premio a Roberto Sneider por Mejor Guion, 1996